# Толачешти (Алба)
Толачешти (рум. Tolăcești) насеље је у Румунији у округу Алба у општини Бистра. Општина се налази на надморској висини од 825 m.

## Становништво
Према подацима из 2002. године у насељу је живело 20 становника, од којих су сви румунске националности.